# Suvojnica
Suvojnica (en serbe cyrillique : Сувојница) est un village de Serbie situé dans la municipalité de Surdulica, district de Pčinja. Au recensement de 2011, il comptait 740 habitants.

## Démographie

### Évolution historique de la population
| 1948  | 1953  | 1961  | 1971 | 1981  | 1991  | 2002 | 2011 |
| ----- | ----- | ----- | ---- | ----- | ----- | ---- | ---- |
| 1 008 | 1 101 | 1 014 | 985  | 1 009 | 1 004 | 926  | 740  |

|  |